# Michał Karczewicz
Michał Karczewicz (ur. 1886, zm. 31 stycznia 1945 w Zabojkach) – polski duchowny rzymskokatolicki posługujący na terenie archidiecezji lwowskiej.

## Życiorys
Urodził się w 1886 na Kresach Wschodnich. W 1910 został wyświęcony na kapłana archidiecezji lwowskiej obrządku łacińskiego. Od 1934 znajdował się na placówce w Zabojkach, gdzie usługiwał 1213 wiernym. Wraz z ks. Stefanem Chabło z Chodaczkowa Wielkiego uratował  Jana Kliważa przed karą śmierci, błagając o dożywocie dla niego oficerów gestapo w Tarnopolu. Po zajęciu ponownie terenów Podola przez wojska radzieckie, 31.01.1945 ks. Karczewicz został siłą uprowadzony ze wsi przez ukraińskich nacjonalistów i w niejasnych okolicznościach zamordowany.
Jego imię i nazwisko widnieje na tablicy pamiątkowej ku czci pomordowanych księży przez OUN-UPA w Czerwonej Wodzie.